# 陳敏 (南宋)
陈敏（1113年—1173年?），字元功，虔州石城（今江西省赣州市石城县）人，南宋将领。

## 家世
陈氏为虔州豪族。其父为陈皓，有军事才能，曾率乡民击溃当地盗贼李仁，因军功补官至承信郎。

## 生平

### 赣闽平盗
陈敏身长六尺，勇武善射且通晓谋略、长于治兵，《泉州府志》载其“御士得其欢心”。虔州地区盗贼众多，他率家丁百余人与盗贼交战，又时常到闽地讨贼。后累官至忠靖郎，受杨存中提拔，担任阁门祗候。当时闽地多寇。绍兴十五年（1145年），朝廷调禁军前去驻守，又不习水土。曾任知虔州事，时任集英殿修撰、福建路安抚使、知福州事的薛弼向朝廷提出建议，希望能够整编昔日虔州一带，以开封府人武翼郎周虎臣、成忠郎陈敏所率的几百人地方武装，以弹压盗贼。他在奏章中提到：“昔守章贡，有武夫周虎臣、陈敏者，丁壮各数百，皆能战，视官军可一当十。”朝廷令周虎臣为福建路将官，陈敏为汀漳州巡检，建立地方军队讨捕盗贼。于是募兵一千，号为“奇兵”。随后，陈敏考察州下各郡中地势险要之处，分兵把守，平定盗乱。十八年（1148年）八月，朝廷命令以“奇兵”四百人和汀州、漳州驻守福州的士兵组成殿前司左翼军，由陈敏任统制官，驻扎漳州。二十二年（1152年）七月，齐述在赣州发动叛乱。时陈敏驻军温陵，江南西路安抚使司檄以所部一千五百人护福建路境。九月，领殿前司都指挥使杨存中言陈敏为虔州人，且尝于江南西路捕寇有劳，望令进攻，遂率所部与殿前司游奕军统制李耕所部一千六百人合力平叛。叛乱平定后，陈敏因立功授右武大夫、兴州刺史、封武功县开国男。二十九年（1159年）三月，任荆湖北路马步军副都总管兼知鼎州事。入见，上车战之法。四月，改任殿前司破敌军统制 ，诏以所部两千人兼家眷、器械由海路赴行在。后陈敏因丧守孝，三十一年（1161年）三月，期满，仍复原职。

### 滁州御金
是月，陈敏率所部一千六百人驻扎太平州，改属侍卫亲军马军司。七月，随庆远军节度使、主管侍卫亲军马军司公事成闵屯驻鄂州，未机，移屯应城。八月，完颜亮攻宋。十月，宋廷闻金兵犯淮南西路，令湖北京西制置使兼京西河北西路招抚使成闵统诸军倂舟师驰援江淮浙西制置副使、建康府驻扎御前诸军都统制王权。陈敏劝湖北京西制置使兼京西河北西路招抚使成闵乘金兵攻淮之机出兵攻打大梁，成闵不听。十一月，完颜亮战败被杀，金兵北撤尚未渡淮之时，陈敏又劝成闵乘胜追击，又不听。十二月，金人渡淮北撤，受命与淮南东路制置使司统制官刘锐引兵入泗州。后称病辞官，回到姑孰。

### 隆兴北伐
隆興元年（1163年）四月，孝宗锐意恢复，准备派张浚、李显忠等将领率军伐金，史称隆兴北伐。当时张浚任江淮东西路宣抚使，他推荐陈敏担任神劲军统制。陈敏感念其提拔之恩，加紧为其训练军队。。不久以后张浚被任命为枢密使，都督建康、镇江府、江州、池州、江阴军军马。陈敏则任武锋军都统制。朝廷下令开战，张浚欲陈敏与之一同前往，陈敏则认为宋军尚未作足准备，不宜开战，张浚没有听从，令陈敏驻守盱眙，遣李显忠、邵宏渊率军北上。起初战局对南宋有利，然而由于将相不和，金军于符离大败宋军。于是陈敏被派往泗州驻守。当时张浚招来的“淮南壮士”及“江西群盗”万余人，均交由陈敏统领。及张浚辞官，宋金议和，朝廷令陈敏退守滁阳。陈敏则以滁州不会受敌为由，上疏请求更换驻地。九月，赏绍兴三十一年荆襄淮甸捍御之功，转拱卫大夫 。二年（1164年）十月，特授忠州防御使，改差知高邮军。他领兵与金军战于射阳湖，大败之并毁其战船。又追金兵至沛城，再次将其击败。

### 巩固边疆
乾道元年（1165年），陈敏升任宣州观察使，又被召至临安任主管侍卫步军司公事。这是一个掌管禁军的职位。陈敏任该职一年多后即上疏，言其久居闲职无以报效国家，希望率领先前训练的军队，仍驻守高邮军。三年（1167年）被任命为武锋军都统制兼知高邮军，并被赐予筑城屯田所需的费用。陈敏赴任后，恢复了城墙原来的规模，并积极疏通运河。此间他被授予左骁卫上将军之官。朝中有人欲使其戍守清河口，他指出金兵若要进军清河，必先自上游而来，楚州才是值得注意的防御重地。六年（1170年），陈敏知楚州，亦兼知高邮军。金国使者看见楚州修葺一新的城墙，便称该城为“银铸城”。

### 烈士暮年
由于楚州两百家归正人逃回金国，降授忠州团练使，改任福建路马步军副都总管，后改江南西路马步军副都总管，赣州驻扎。一月后又被派往豫章教阅新招的人马，又提举佑神观、奉朝请。复蕲州防御使、楚州武锋军都统制兼知楚州事。九年（1173年）七月，復以光州观察使致仕，后因病去世，卒年不详。临终前陈敏无一语言家事，只说:“死不足惜。所恨者，谬膺宠眷，无以为报也。”朝廷追赠其庆远军承宣使。

## 评价
《宋史》称陈敏“善守”，并将其与毕再遇之“善战”相提并论。陈敏一生虽立功甚多，却不嗜杀戮，打败敌军后也只是惩罚其首领。且好贤礼士，善于举荐人才。宋孝宗曾于重阳节宴请陈敏，并赠其一诗。末句引用自苏辙的诗:
|  | 茱萸插鬓知人少，谈笑须卿一解颐 |

陈敏病殁后，福建人感念其平叛之功，于泉州立祠纪念。

## 家族
- 高祖：陳光
- 曾祖：陳靖
- 祖：陳宗
- 父：陳皓，終官承信郎、寧都巡檢、累贈武翼大夫
- 母：劉氏，累贈碩人
- 弟：陳球，訓武郎、高郵軍駐扎御前武鋒軍同統制
  - 侄：陳孝先
  - 侄：陳孝誠
  - 侄：陳孝本
  - 侄：陳孝基
  - 侄：陳孝友
- 姊妹：陳氏，適張珂
- 姊妹：陳氏，適謝友直
- 子：陳孝忠，武義大夫、真州兵馬鈐轄
- 子：陳孝義，忠詡郎、高郵軍駐扎御前武鋒軍訓練官
- 子：陳孝傳，保義郎、閤門祗侯、鎮江府駐扎御前前軍親隨馬軍副將
- 子：陳孝家，保義郎
- 子：陳孝慶，成忠郎
- 子：陳孝寬

## 延伸阅读
[在维基数据编辑]
 《宋史·卷402》，出自脱脱《宋史》